# Mniodendron dendroides
Mniodendron dendroides là một loài Rêu trong họ Hypnodendraceae. Loài này được (Brid.) Wijk & Margad. mô tả khoa học đầu tiên năm 1959.